# Opatství Florennes
Opatství Florennes (francouzsky Abbaye de Florennes) je bývalé opatství se zaniklým benediktinským klášterem ve Florennes, v provincii Namur ve Valonsku. Na zakázku kláštera ve Florenns byl vyroben relikviář svatého Maura.

## Historie
Kolem roku 1010 se zde usadila komunita kanovníků vedená Gerardem z Florennes, kanovníkem remešské katedrály a synem pánů z Florennes, kterým byla svěřena duchovní péče kolegiátní církve. V roce 1025 komunita přijala řeholi svatého Benedikta a patrně v roce 1027 založila benediktinský klášter. Opatství bylo spojeno zejména s rodinou de Rumigny a pro region se stalo velmi důležité, ale během francouzské revoluce bylo zrušeno a později zcela zničeno. Z opatství se dochovalo jen velmi málo viditelných pozůstatků. Na místě kláštera zbyla pouze bývalá opatská farma s věží ze 17. století, která se nachází na okraji obce Florennes, při silnici vedoucí do Morialmé. 

## Dochované památky
V opatství Maredsous jsou uschovány tři basreliéfy z opatského kostela ve Florennes, z nichž jeden zobrazuje svatého Michaela. Z let 1200 až 1210 se dochoval opatský triptych, který je uložen v Art & History Museum v Bruselu a 
Relikviář svatého Maura, který je uložen na zámku Bečov nad Teplou v České republice.
Relikviář svatého Maura je mistrovské dílo meuseckých zlatníků z počátku 13. století. Relikviář byl před zničením opatství během francouzské revoluce zachráněn a ukryt v nedalekém kostele. V roce 1838 ho koupil Alfred de Beaufort-Spontin a o několik desetiletí později ho převezl na zámek Bečov nad Teplou, jednoho z rodinných sídel. Když Bečov nad Teplou po druhé světové války museli Beaufort-Spontinové opustit a odejít do exilu, ukryli relikviář pod podlahou hradní kaple, kde byl zapomenut. Znovuobjeven byl v roce 1985 a zůstal v majetku českého státu.